# Apornas planet: (r)evolution
Apornas planet: (r)evolution (engelska: Rise of the Planet of the Apes) är en amerikansk science fiction-film. Filmen är regisserad av Rupert Wyatt. Det är den första i delen av en nystart av filmserien. Filmen hade biopremiär i USA den 5 augusti 2011.
Uppföljaren kallad Apornas planet: Uppgörelsen släpptes i mitten av 2014.

## Handling
Dr. Will Rodman (James Franco) utvecklar ett läkemedel mot Alzheimers och testar det på apor. En av Rodmans test-apors, Caesar (Andy Serkis), hjärna börjar förändras på grund av läkemedlet så att hans intelligens ökar. Med tiden kommer detta läkemedel att användas på ett stort antal apor, vilket skapar ett krig mellan apor och människor om herraväldet över planeten.

## Specialeffekter
De tidigare filmerna blev kända för sina sminkeffekter i syftet att skapa realistiska primater. Men till skillnad från de andra filmerna har den här CGI-effekter skapade av Weta Digital. Andy Serkis (som är tidigare känd för att ha spelat Gollum i Sagan om Ringen-trilogin) spelar apornas ledare Caesar.

## Rollista
| - James Franco – Dr. Will Rodman - Freida Pinto – Caroline Aranha - John Lithgow – Charles Rodman - Brian Cox – John Landon - Tom Felton – Dodge Landon - David Oyelowo – Dr. Steven Jacobs - Tyler Labine – Robert Franklin - Jamie Harris – Rodney - David Hewlett – Hunsiker | - Andy Serkis – Caesar - Karin Konoval – Maurice - Terry Notary – Rocket - Richard Ridings – Buck - Christopher Gordon – Koba - Devyn Dalton – Cornelia - Jay Caputo – Alpha |

## Om filmen
Filmen hade Sverigepremiär den 17 augusti 2011.
Filmen är tydligt inspirerad av handlingen i Erövringen av apornas planet från 1972, det är även där namnet Caesar för första gången nämns i franchisen.

### Fotnoter
1. ↑  Svensk Filmdatabas, Svenska Filminstitutet, Svensk filmdatabas film-ID: 74571.[källa från Wikidata]
2. ↑  ”Rise of the Planet of the Apes” (på engelska). Box Office Mojo. 5 augusti 2011. http://www.boxofficemojo.com/movies/?id=riseoftheapes.htm. Läst 28 september 2016.
3. ↑  ”Rise of the Planet of the Apes”. Svensk filmdatabas. 17 augusti 2011. http://www.sfi.se/sv/svensk-filmdatabas/Item/?itemid=74571&type=MOVIE&iv=Basic. Läst 28 september 2016.